# Велике Чириково (Неклюдовське сільське поселення)
Велике Чириково (рос. Большое Чириково) — присілок в Кімрському районі Тверської області Російської Федерації.
Населення становить 5 осіб. Входить до складу муніципального утворення Неклюдовське сільське поселення.

## Історія
Від 2005 року входить до складу муніципального утворення Неклюдовське сільське поселення.

## Населення
| 2010 |
| ---- |
| 5    |